# .su
1452258
 ‎.su‏ دامنه اختصاص داده شده به شوروی سابق است. امکان ثبت با این دامنه هنوز وجود دارد. شوروی سابق پانزده ماه پس از ثبت شدن این دامنه از هم فروپاشید.